# مرجان أزرق مضغوط
مرجان أزرق مضغوط (الاسم العلمي: Heliopora compressa) هو نوع من اللاسعات يتبع جنس المرجان الأزرق من فصيلة المرجانيات الزرقاء.